# بخش خنرال سن مارتین (لا ریوخا)
بخش خنرال سن مارتین (به اسپانیایی: Departamento General San Martín) یک منطقهٔ مسکونی در آرژانتین است که در استان لا ریوخا، آرژانتین واقع شده‌است.